# マルセル・グランジャニー
マルセル・ジョルジュ・リュシアン・グランジャニー（Marcel Georges Lucien Grandjany, 1891年9月3日 - 1975年2月24日）はフランス人だがアメリカ合衆国で活躍したハープ奏者・作曲家。パリ出身。

## 経歴
8歳でハープをアンリエット・ルニエに師事。11歳でパリ音楽院に進み、アルフォンス・アッセルマンに師事し、13歳で首席となる。17歳でコンセール・ラムルー管弦楽団と共演してデビューし、最初のソロ・リサイタルでは、大いに称賛を勝ち得た。1913年にはモーリス・ラヴェルとも共演している。1922年にロンドンで、1924年にはニューヨークでデビューを果たす。ソリストとしては、ピエルネ、コルトー、ダムロッシュ、クーセヴィツキー、セル、ライナー、ゴルシュマンらの指揮者のもとで、各国の主要なオーケストラと共演した。
1921年から1926年までフォンテーヌブロー夏期講習会でハープ科の主任講師を務めた。1926年に渡米し、1938年にジュリアード音楽学校のハープ科主任教授に選ばれ、没年まで教鞭を執った。また1956年から1967年までマンハッタン音楽学校でも教壇に立っている。
1959年にイスラエルで開催された、第1回国際ハープ・コンクールにおいて、フランスのピエール・ジャメが、ハープ奏者の国際組合の結成を呼びかけた。グランジャニーは、自分がアメリカで何ができるかを検討し、米国ハープ協会の設立に尽力した。1962年には自宅で設立委員会を開き、その後も評議委員や理事会幹部、ニューヨーク支部長を歴任している。協会の大会でも気前よく演奏し、1967年の出演が最後の公開演奏となった。グランジャニーは米国ハープ協会の教育目標を積極的に支持するとともに、協会の発展を喜んでいた。米国ハープ協会は、現在グランジャニーの遺産の一つとなっている。
1975年にニューヨークで死去した。